# Prva ženska liga Srbije
La Prva ženska liga Srbije (in serbo Прва женска лига Србије?) è la massima serie del campionato serbo di pallacanestro femminile.

## Storia
Quando la Serbia faceva parte della Jugoslavia socialista le squadre locali partecipavano al campionato jugoslavo. Con la dissoluzione della Jugoslavia e la nascita della Repubblica Federale di Jugoslavia nel 1992, le squadre serbe e montenegrine continuarono a giocare in quel campionato, sebbene quest'ultimo si chiamasse ancora prima divisione jugoslava.
Nel 2003 la Repubblica Federale di Jugoslavia fu rinominata Serbia e Montenegro e il campionato nazionale cambiò nome in prima divisione serbomontenegrina. Con la separazione del Montenegro dalla Serbia, nel maggio 2006, è nato il campionato di pallacanestro serbo, che è partito nella stagione 2006-2007.
Da allora si sono contese il titolo il Vršac, Partizan 1953, Radivoj Korać e la Stella Rossa.

## Albo d'oro
- 2006-2007  Hemofarm Vršac
- 2007-2008  Hemofarm Vršac
- 2008-2009  Hemofarm Vršac
- 2009-2010  Partizan
- 2010-2011  Partizan
- 2011-2012  Partizan
- 2012-2013  Partizan
- 2013-2014  Radivoj Korać
- 2014-2015  Radivoj Korać
- 2015-2016  Radivoj Korać
- 2016-2017  Stella Rossa
- 2017-2018  Stella Rossa
- 2018-2019  Stella Rossa
- 2019-2020 non assegnato
- 2020-2021  Stella Rossa
- 2021-2022  Stella Rossa
- 2022-2023  Stella Rossa
- 2023-2024  Mega Belgrado
- 2024-2025  Stella Rossa

## Vittorie per club
| Club          | Titolo | Città    | Anno                                     |
| ------------- | ------ | -------- | ---------------------------------------- |
| Stella Rossa  | 7      | Belgrado | 2017, 2018, 2019, 2021, 2022, 2023, 2025 |
| Partizan 1953 | 4      | Belgrado | 2010, 2011, 2012, 2013                   |
| Radivoj Korać | 3      | Belgrado | 2014, 2015, 2016                         |
| Vršac         | 3      | Vršac    | 2007, 2008, 2009                         |
| Mega Belgrado | 1      | Belgrado | 2024                                     |